# Serena van der Woodsen
Serena van der Woodsen, gespeeld door actrice Blake Lively, is een personage uit de televisieserie Gossip Girl.

## Biografie

### Boekenreeks
De spontane en wilde Serena is een prominent lid van de bovenklasse. Haar vader leidt dezelfde Nederlandse verschepende firma die zijn overgrootvader in de 18e eeuw oprichtte, en haar moeder, Lillian van der Woodsen, is een lid van de beau monde. Nadat ze van kostschool is getrapt, gaat ze terug naar de privéschool aan de Upper East Side. Als actrice en model in spe, heeft Serena zojuist de rol van Holly Golightly in Ken Moguls "Breakfast At Fred's" gekregen. Ze had besloten om met haar beste vriendin Blair Waldorf na de zomer naar de Yale-universiteit te gaan. Wanneer er echter een vervolg blijkt te komen op "Breakfast At Fred's" besluiten ze niet te gaan. Ze wordt beschreven als onweerstaanbaar en gaat ook uit met veel mannen. Ze verloor haar maagdelijkheid aan Nate Archibald en schrijft op haar achttiende verjaardag een brief aan hem waarin ze zegt dat ze verliefd op hem is. Wanneer Blair hierachter komt, vernietigt ze de brief voordat Nate een kans heeft gekregen om die te lezen. Echter, als Serena haar liefde voor Nate toegeeft in zijn bijzijn, ontdekt Nate dat hij op zowel Serena als Blair verliefd is.

### Televisieserie
Serena van der Woodsen komt onverwachts terug naar New York, nadat ze uit het niets verdween naar een kostschool in Connecticut. Ze is niet meteen welkom bij haar beste vriendin Blair Waldorf, die door de afwezigheid van Serena Queen Bee is geworden op school. Als Blair erachter komt dat haar vriendje Nate Archibald zijn maagdelijkheid heeft verloren aan Serena een jaar daarvoor wil Blair de vriendschap niet voort laten duren. Blair blijft Serena het leven zuur maken totdat de reden voor terugkomst van Serena bekend wordt, de zelfmoordpoging van haar broertje Eric, sluiten Blair en Serena weer vriendschap.
Serena ontmoet dan buitenstaander Dan Humphrey en begint afspraakjes met hem te maken. Ze krijgen een stabiele relatie hoewel Dan moeite heeft met het afkomstverschil en Serena's onstuimige verleden. Serena beschouwt haar relatie met Dan als een nieuwe start als een veranderd mens.
Als Serena erachter komt dat haar moeder Lily in het verleden een relatie heeft gehad met Dans vader Rufus en dat ze die relatie weer een kans willen geven smeekt Serena Lily om dat niet te doen, omdat ze het idee heeft dat die relatie niet lang stand zal houden, zoals alle voorgaande van Lily en dat het haar relatie met Dan kan beschadigen. Hierdoor besluit Lily in te gaan op het huwelijksaanzoek van Bart Bass.
Wanneer Serena cadeautjes krijgt die haar aan haar verleden doen denken verdenkt ze eerst Chuck Bass maar niet veel later blijkt dat Georgina Sparks erachter zit. Een oude vriendin die het oude leven weer wil oppakken. Ze chanteert haar doordat Serena denkt dat ze iemand vermoord heeft. Hierdoor moet ze tegen Dan liegen en zegt ze dat ze is vreemdgegaan. Als later blijkt dat dit niet waar is kan Dan haar niet vergeven dat ze tegen hem gelogen heeft. Ze zijn nu officieel uit elkaar.
Tijdens de zomer doet Serena alsof ze een relatie heeft met Nate zodat niet ontdekt wordt dat hij een affaire heeft met een oudere getrouwde vrouw. Op de White Party komt ze Dan weer tegen die ze de hele zomer gemist heeft. Ze besluiten in het geheim hun relatie weer een kans te geven. Dit mislukt doordat Gossip Girl op haar website een bericht plaatst dat ze weer samen zijn. Blair is niet gelukkig met deze nieuwe relatie en vindt dat ze eerst hun problemen moeten uitpraten. Als Serena en Dan dit doen doordat ze dankzij een stroomstoring samen vast zitten in de lift blijkt dat ze constant over hetzelfde ruzie hebben en eindigen hun relatie.
Tijdens de New York Fashion Week gaat ze naar de modeshow van Eleanor Waldorf samen met Poppy Lifton. Hierdoor krijgt ze veel publiciteit en verschijnt ze in veel magazines. Blair is jaloers en probeert het succes te saboteren maar dit mislukt. Serena mag de catwalk op als model en de jurk die ze aanheeft wordt een succes. Als na de show Blair alles opbiecht zegt Serena dat ze zich niet meer inhoudt om Blair alle aandacht te gunnen en dat Blair kan kiezen om er voor haar te zijn als vriend of helemaal niet.
Serena wilde eigenlijk naar Brown-universiteit gaan maar gaat toch Yale-universiteit bezoeken om Blair dwars te zitten. Uiteindelijk wordt Serena daar aangenomen en Blair niet wat leidt tot een catfight. Hierna maken ze het weer goed en krijgt ook Blair een uitnodiging van Yale.
Als ze in de galerie van Rufus Aaron Rose ontmoet vraagt hij haar mee uit eten, maar Serena slaat dat af doordat ze net uit een relatie met Dan komt. Als ze zich later realiseert dat ze Aaron jaren eerder tijdens een zomerkamp heeft ontmoet wil ze een afspraakje met hem. Als blijkt dat Aaron ook andere meisjes ziet tijdens hun relatie is dat moeilijk voor Serena, maar toch houdt de relatie stand. Als ze samen op reis gaan komt Serena alleen terug, ze kwam erachter dat ze toch liever een relatie met Dan heeft. Dan wil dit ook weer dus zijn ze weer een koppel. Deze relatie houdt ook niet lang stand als Serena gelooft dankzij Blair dat Dan vreemdgaat met haar lerares Engels Rachel Carr.
Hierna gaat ze op vakantie met Poppy Lifton en haar vriend Gabriel. Na deze vakantie blijkt dat Gabriel en Serena gevoelens voor elkaar hebben en denkt ze getrouwd te zijn, maar dat blijkt een misverstand te zijn. Gabriel wil een bedrijf oprichten en Serena helpt hem op een feestje van Lily geld in te zamelen. Uiteindelijk blijkt dit oplichting te zijn als Gabriel en Poppy er met het geld vandoor gaan. Serena wil samen met Blair, Nate, Chuck en Georgina Sparks ervoor zorgen dat Poppy opgepakt kan worden, maar Lily verbiedt het haar. Serena zet toch door en Lily laat Serena oppakken en in de cel zetten. Ze heeft hierdoor ruzie met Lily.
Nadat Gossip Girl op de diploma-uitreiking alle geheimen openbaart wil Serena achter de identiteit van Gossip Girl komen, maar dit mislukt. Serena maakt zich klaar om naar Brown Universiteit te gaan als Carter Baizen haar vertelt dat hij weet waar haar vader is.

## Verschillen tussen boeken en televisieserie
- In het boek heeft Serena een oudere broer die Erik heet, heteroseksueel is en op de Brown-universiteit zit. In de televisieserie heet hij Eric, is hij jonger, homoseksueel en scholier.
- In de boeken kwam Serena terug naar New York omdat ze van kostschool gestuurd werd omdat ze niet terugkwam voor het begin van het schooljaar, in de televisieserie kwam ze terug omdat haar broertje een zelfmoordpoging had gedaan.
- In de boekenserie zijn Serena's ouders nog bij elkaar en heeft haar moeder, Lilian nooit een woord gesproken met Rufus in tegenstelling tot de televisieserie waar ze in het verleden een relatie hebben gehad. Ook wordt er in de televisieserie niet over de vader van Serena gesproken tot de laatste aflevering van het tweede seizoen waar Carter Baizen haar vader heeft gevonden.
- In de televisieserie wil Serena na haar terugkomst op school veranderen in een rustiger type, in de boekenserie wil zij echter meteen weer feesten.
- In de boekenserie is de relatie tussen Dan en Serena erg kort, in de televisieserie duurt deze veel langer en wordt deze relatie meer uitgediept.